# Ришевко (Куявсько-Поморське воєводство)
Ришевко (пол. Ryszewko) — село в Польщі, у гміні Ґонсава Жнінського повіту Куявсько-Поморського воєводства.
Населення — 101 особа (2011).
У 1975-1998 роках село належало до Бидгощського воєводства.

## Демографія
Демографічна структура станом на 31 березня 2011 року:
|          | Загалом | Допрацездатний вік | Працездатний вік | Постпрацездатний вік |
| -------- | ------- | ------------------ | ---------------- | -------------------- |
| Чоловіки | 53      | 14                 | 32               | 7                    |
| Жінки    | 48      | 9                  | 29               | 10                   |
| Разом    | 101     | 23                 | 61               | 17                   |